# Listen to Britain
Listen to Britain ist ein englischer Dokumentarfilm aus dem Jahr 1942 von Humphrey Jennings und Stewart McAllister, der 1943 für einen Oscar nominiert war.  Er ist für seine geradlinige Struktur und den die Wirkung des Bildes unterstützenden Einsatz von Musik bekannt. 

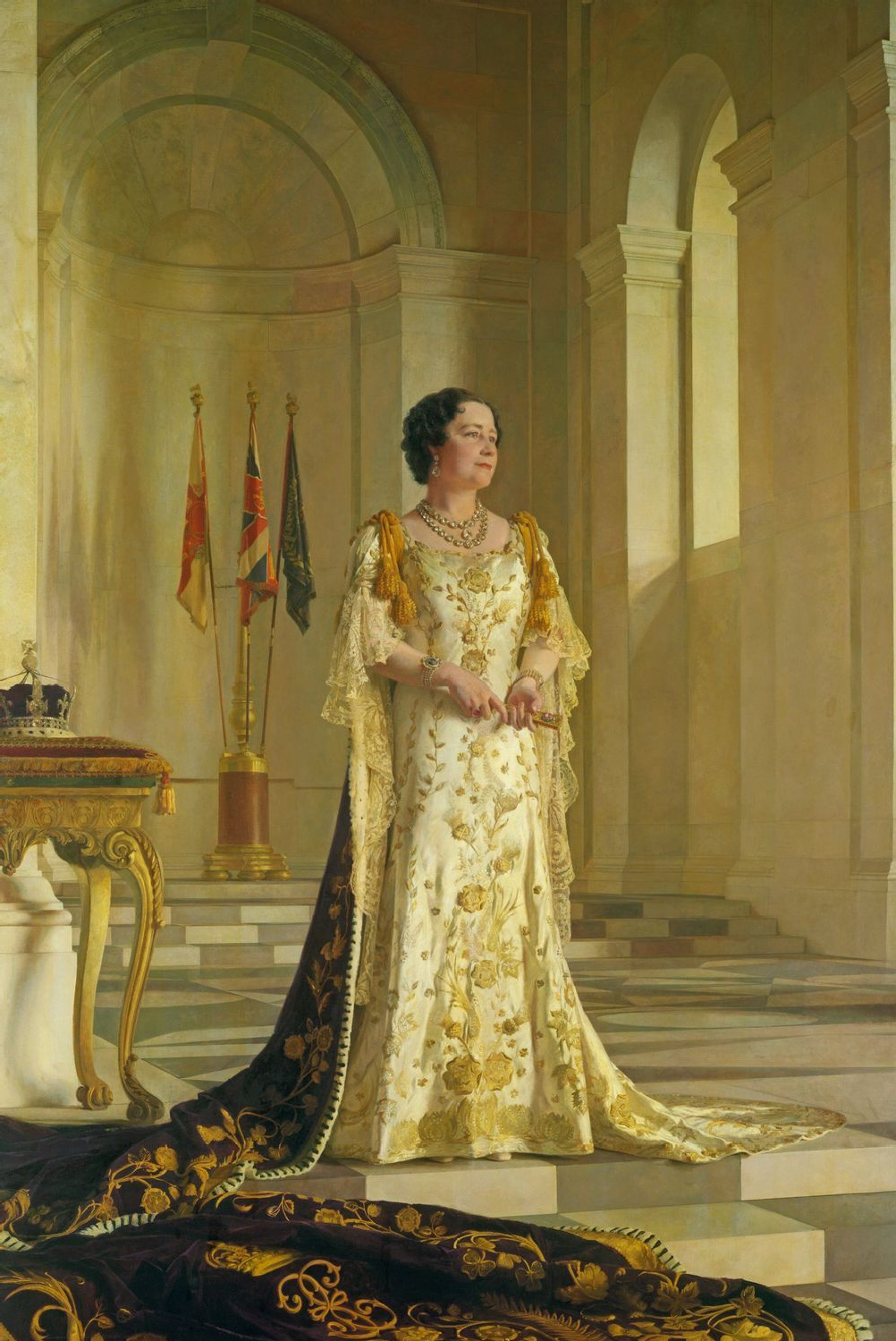
Queen Elizabeth im Krönungsornat
(Gemälde von Sir Gerald Festus Kelly)

## Inhalt
Der Film versucht einen Eindruck davon zu vermitteln, wie das Leben im Vereinigten Königreich während des Zweiten Weltkriegs aussah. Verschiedene Aspekte des zivilen Lebens, der durch den Krieg bedingten Turbulenzen und Entbehrungen werden unkommentiert gezeigt. Leonard Brockington spricht das Vorwort zum Film. Zitiert wird aus einem berühmten Gedicht Großbritanniens, das mit den Worten beginnt: „I am a Canadian.“ und mit den Worten endet: „The trumpet call of freedom, the war song of a great people. The first sure notes of the march of victory, as you, and I, listen to Britain.“ 
Jennings verwendet in seinem Film als Stilmittel die Sprache von Menschen, die verschiedenen Gesellschaftsklassen  angehören, sie sind am Arbeitsplatz oder in ihrem Zuhause zu hören, und symbolisieren die Stimme des Volkes. Der Filmemacher arbeitet vor allem mit verschiedenen Musikstücken, die die gezeigten Bilder unterstützen sollen. Auch die Kriegsaktivitäten werden mit Musik veranschaulicht, wozu auch der Gesang von Mädchen in einer Munitionsfabrik gehört. Subtil ist die Gegenüberstellung unterschiedlicher Menschen. Der Film arbeitet mit Vergleichen. Den Tänzerinnen in Blackpool stellt er die kanadischen Soldaten gegenüber, den Kindern auf dem Schulhof die Arbeiter in einer Fabrik, den Kantinenbesuchern die Konzertbesucher in der Nationalgalerie. Arbeitnehmern in einem Konzert, Parlamentsgebäude. Radio: London Calling, patriotische Musik, Sendungen in unterschiedlichen Sprachen. Vogelgezwitscher im Wald bei Sonnenuntergang oder Sonnenaufgang stehen Szenen aus dem Alltagsleben der Kriegszeit und Szenen des Kriegsgeschehens gegenüber. Diese Korrelationen bilden eine der zentralen Lehren des Films. Jeder ehrliche Arbeiter ist ebenso wie öffentlich gefeierte Künstler seines Lohnes wert und Teil der Gemeinschaft. Ein Fabrikmädchen, das singt und lächelt ist ebenso wichtig wie die Mozarts Klavierkonzert spielende Pianistin Myra Hess. 
Jennings ignoriert etliche echte Probleme, wie zerbombte Häuser, Anstehen wegen Lebensmitteln etc. Musik ist sein Hilfsmittel, um Propaganda zu maskieren und dem Publikum eine scheinbar eigene Meinung zu gestatten. Jennings unterstreicht Klassenunterschiede, die Ursache dafür sind, dass ein sozialer Wandel angestrebt wird. So zeigt er, wie die englische Königin Elizabeth die von Myra Hess in einem Konzert vorgetragene klassische Musik in der Londoner Nationalgalerie genießt. Eine außerordentliche Leistung liegt in Jennings subtiler Reflexion, Propaganda als Kunst zu deklarieren.
Der Film endet mit einer Luftaufnahme der britischen Landschaft und Cumulus-Wolken am Himmel.  

## Hintergrund und Produktion
Die Dokumentation macht deutlich, dass sich Jennings sehr intensiv mit Geräuschen und deren Einfluss auf die Wirkung des Bildes befasst hatte. Mit dem Dokumentarfilmer Stewart McAllister arbeitete Jennings bis zu seinem Tod zusammen.
Der Film gilt als Meisterwerk der Klangmischung. Mit seinen unterschiedlichen Tönen und Musiken gibt er Großbritannien ein Gesicht. Er vermeidet es, zu kommentieren oder eine Geschichte zu erzählen. Er schafft eine Atmosphäre mittels Bildern und begleitender Musik, die die Widersprüchlichkeit eines Landes zur Zeit eines Krieges deutlich machen.
Myra Hess ist mit Mozarts Konzert in G-Dur, K. 453, zu hören. Weitere Musikstücke: Roll out the Barrel, Home on the Range, The Ash Grove, Sympathy, Hop Mother Annika, Calling all Workers (Marsch), Yes, My Darling Daughter, Round the Back of the Arches, gesungen von Flanagan & Allen, A Life on the Ocean Wave, Rule, Britannia!.
Der Film wurde im Zweiten Weltkrieg von Crown Film Unit, einer Organisation im Ministerium für Information, erstellt, um die Kriegsanstrengungen der Alliierten zu unterstützen. Die Innenaufnahmen entstanden in den Pinewood Studios in Iver Heath, Buckinghamshire, Vereinigtes Königreich. 
Listen to Britain wurde im Vereinigten Königreich im April 1942 erstmals gezeigt. In Finnland lief er unter dem Titel Englannin sävel am 23. Juli 2010 erstmals im Fernsehen, der schwedische Titel lautet: Toner från England. In Portugal lief er am 15. September 2010. Der bulgarische Titel ist: Слушайте Британия, der brasilianische O Homem Que Ouvia a Grã-Bretanha.

## Auszeichnung
Der Film wurde 1943 in der Kategorie „Bester Dokumentarfilm“ für einen Oscar nominiert, musste sich jedoch den Filmen Schlacht um Midway, Kokoda Front Line!, Moscow Strikes Back und Vorspiel zum Krieg geschlagen geben.